# Exocentrus aureovittatus
Exocentrus aureovittatus är en skalbaggsart som beskrevs av Stefan von Breuning och Teocchi 1973. Exocentrus aureovittatus ingår i släktet Exocentrus och familjen långhorningar.
Artens utbredningsområde är Kenya. Inga underarter finns listade i Catalogue of Life.